# تپه موداران
تپه موداران مربوط به سده‌های اولیه و میانه دوران‌های تاریخی پس از اسلام است و در شهرستان ملایر، بخش سامن، دهستان آورزمان، روستای موداران / میخواران واقع شده و این اثر در تاریخ ۲۵ آبان ۱۳۸۷ با شمارهٔ ثبت ۲۳۷۱۵ به‌عنوان یکی از آثار ملی ایران به ثبت رسیده است.